# Wydział Lekarsko-Stomatologiczny Uniwersytetu Medycznego im. Piastów Śląskich we Wrocławiu
Wydział Lekarsko-Stomatologiczny Uniwersytetu Medycznego im. Piastów Śląskich we Wrocławiu – dawna jednostka naukowo-dydaktyczna będąca do 30 września 2019 roku jednym z pięciu wydziałów Uniwersytetu Medycznego im. Piastów Śląskich we Wrocławiu. Powstał w 1 października 2000 roku poprzez wydzielenie dotychczasowego Oddziału Stomatologii Wydziału Lekarskiego. Jego siedziba znajdowała się przy ul. Krakowskiej 26 we Wrocławiu.

## Struktura
- Katedra Stomatologii Zachowawczej i Dziecięcej
  - Zakład Stomatologii Zachowawczej i Dziecięcej
- Katedra Protetyki Stomatologicznej
  - Zakład Protetyki Stomatologicznej
  - Zakład Materiałoznawstwa
- Katedra Ortopedii Szczękowej i Ortodoncji
  - Zakład Ortopedii Szczękowej i Ortodoncji
  - Samodzielna Pracownia Wad Rozwojowych Twarzy
  - Samodzielna Pracownia Ortodoncji Dorosłych
- Katedra i Zakład Chirurgii Stomatologicznej
- Katedra Periodontologii
  - Zakład Periodontologii
  - Zakład Patologii Jamy Ustnej
- Katedra i Klinika Chirurgii Szczękowo-Twarzowej
- Zakład Anatomii Stomatologicznej
- Zakład Chirurgii Eksperymentalnej i Badania Biomateriałów
- Klinika Chirurgii Plastycznej
- Zakład Otolaryngologii
- Zakład Chorób Zakaźnych i Hepatologii
- Klinika Chirurgii Małoinwazyjnej i Proktologicznej
- Katedra Patomorfologii i Cytologii Onkologicznej
  - Zakład Patomorfologii i Cytologii Onkologicznej
  - Zakład Immunopatologii i Biologii Molekularnej
- Studium Kształcenia Podyplomowego
- Filia Nr 2 Biblioteki Głównej[4]

## Kształcenie
Wydział kształcił studentów na kierunku lekarsko-dentystycznym w trybie stacjonarnym i niestacjonarnym.

## Władze
Władze Wydziału do 30 września 2019 roku:
Dziekan: dr hab. Beata Kawala

Prodziekan ds. nauki: dr hab. Małgorzata Radwan-Oczko

Prodziekan ds. studenckich: dr hab. Wiesław Kurlej.